# 게타

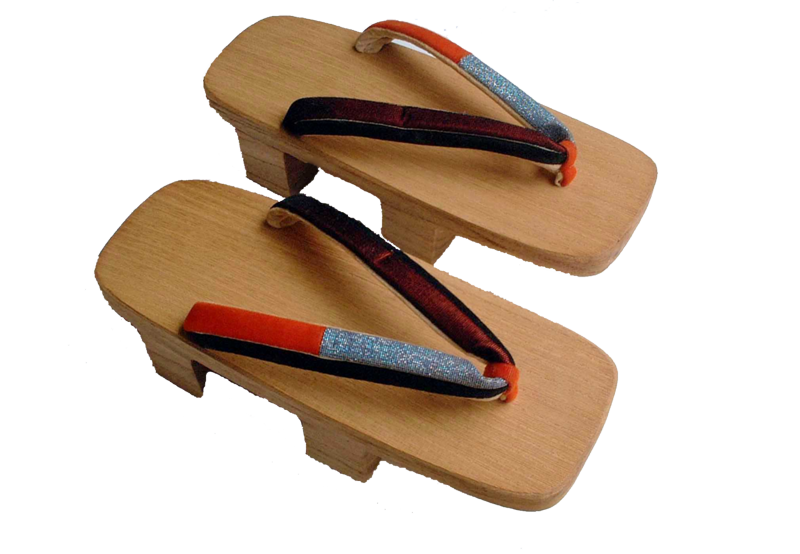
게타

게타(일본어: 下駄)는 일본의 나무신이다. 왜나막신(倭-)이라고도 부른다. 집 밖에서 사용한다. 하단에 "하"(歯)라고 하는 나무굽 두 개를 대고, 윗판에는 세개의 구멍을 내고는 라고 불리는 끈을 묶어둔다.
1995년 이후, 젊은 여성이 "귀엽다. 소리도 좋다."라는 이유로 게타를 평시에 신는 경우가 폭발적으로 늘었다. 가벼운 복장과 함께 신는 여름 유행도 있다. 그러한 까닭으로, 게타의 원목 부족 현상 발생하였다. 또한 유카타 유행과 발맞추어, 게타의 인기 역시 회복하는 추세이다. 중년의 여성이 샌들 대신 게타를 신는 것 역시 종종 보인다. 온천 등지의 여관에서는 유카타와 게타를 구비해두고 있어, 노천탕에 갈 경우 여관에서 이를 빌려 착용하고 나가게 된다.

## 산지
- 히로시마현 후쿠야마시 마츠나가 - 일본 생산량의 60% 차지
- 오이타현 히타시

## 구조
- 다이(台)
- 하(歯) - 일반적으로 두 개의 굽이다. 하가 하나인 잇폰게타(一本下駄)는 일본의 전통 괴물인 텐구가 신거나 산에서 수행할 때 신는 것으로 알려져 있다. 후나가타(舟形)라고 하는 하가 없는 것도 있다.

- 하나오(鼻緒)

## 관련물품
일본의 스타킹 제조업체에서는 게타 전용 팬티스타킹을 제조하고 있다. 이는 주로 기모노를 입는 여성들이 주로 애용한다.

## 같이 보기
- 플립플롭스
- 나막신
- 패턴 (신발)